# Lê Văn Khảm
Lê Văn Khảm (sinh ngày 20 tháng 3 năm 1969) là bác sĩ, chính trị gia nước Cộng hòa xã hội chủ nghĩa Việt Nam. Ông hiện là Ủy viên Thường trực Ủy ban Xã hội của Quốc hội, Phó Chủ tịch Nhóm nghị sĩ hữu nghị Việt Nam – Mông Cổ, Đại biểu Quốc hội khóa XV từ Bình Dương. Ông từng là Vụ trưởng Vụ Bảo hiểm y tế, Bộ Y tế.
Lê Văn Khảm là đảng viên Đảng Cộng sản Việt Nam, học vị Bác sĩ Đa khoa, Thạc sĩ Y xã hội học, Tiến sĩ Nhân học, Cao cấp lý luận chính trị. Ông có hơn 20 năm công tác ở Bộ Y tế trước khi tham gia hoạt động của Quốc Hội.

## Xuất thân và giáo dục
Lê Văn Khảm sinh ngày 20 tháng 3 năm 1969 tại xã Lãng Ngâm, huyện Gia Bình, tỉnh Bắc Ninh. Ông lớn lên và tốt nghiệp phổ thông ở Gia Bình, thi đại học và đỗ Trường Đại học Y Hà Nội vào năm 1987, tới thủ đô học tập và tốt nghiệp Bác sĩ Đa khoa vào năm 1993, sau đó học cao học và nhận bằng Thạc sĩ Y xã hội học. Ông là nghiên cứu sinh ở Học viện Khoa học Xã hội, bảo vệ thành công luận án tiến sĩ đề tài "Phương thức ứng phó với rủi ro sức khỏe của người cao tuổi Việt Nam hiện nay – Nghiên cứu trường hợp tại Hà Nội" và trở thành Tiến sĩ Nhân học vào năm 2015. Ông được kết nạp Đảng Cộng sản Việt Nam vào ngày 27 tháng 6 năm 2002, trở thành đảng viên chính thức sau đó 1 năm, từng theo học các khóa chính trị ở Học viện Chính trị Quốc gia Hồ Chí Minh và tốt nghiệp Cao cấp lý luận chính trị. Hiện ông thường trú ở phường Thành Công, quận Ba Đình, Hà Nội.

## Sự nghiệp
Tháng 4 năm 1994, sau khi tốt nghiệp trường Y Hà Nội, Lê Văn Khảm được nhận vào Bảo hiểm Y tế Việt Nam của Bộ Y tế, nay là Bảo hiểm Xã hội Việt Nam thuộc Chính phủ, là Bác sĩ, Giám định viên. Ông làm việc ở đây được 4 năm cho đến tháng 6 năm 1998 thì được điều đến Vụ Điều trị, Bộ Y tế làm cán bộ trưng tập, tiếp tục 2 năm thì là Chuyên viên Vụ Điều trị, Bộ Y tế từ tháng 5 năm 2000. Tháng 7 năm 2007, ngay trước khi Vụ Điều trị được chuyển đổi thành Cục Quản lý Khám, chữa bệnh thì ông được điều sang Vụ Bảo hiểm y tế làm Phó Vụ trưởng. Ông giữ chức vụ cấp phó gần 10 năm 2007–16, cho đến tháng 9 năm 2016 thì được bổ nhiệm làm Vụ trưởng Vụ Bảo hiểm y tế, Bộ Y tế, tiếp tục giữ cương vị này 1 nhiệm kỳ cho đến năm 2021.
Năm 2021, với sự giới thiệu của Bộ Y tế, Lê Văn Khảm tham gia ứng cử đại biểu Quốc hội từ Bình Dương, bầu cử ở đơn vị bầu cử số 3 gồm thị xã Bến Cát, huyện Dầu Tiếng, Bàu Bàng, Phú Giáo, Bắc Tân Uyên, rồi trúng cử Đại biểu Quốc hội khóa XV với tỷ lệ 71,75%. Ông được miễn nhiệm chức vụ ở Bộ Y tế, đến ngày 23 tháng 7 năm 2021 thì được phê chuẩn làm Ủy viên Thường trực Ủy ban Xã hội của Quốc hội, Phó Chủ tịch Nhóm nghị sĩ hữu nghị Việt Nam – Mông Cổ từ tháng 11 cùng năm.